# クリスチャン・フェネス
クリスチャン・フェネス（Christian Fennesz、1962年12月25日 - ）は、オーストリアのギタリスト。フェネス（Fennesz）名義でも活動しており、主に電子音楽に類する楽曲を多く発表している。日本では坂本龍一とのコラボレーション作品でも知られる。

## 略歴
オーストリアに生まれ、美術学校で音楽を学んだ。ギターは8，9歳のころから始めた。1980年代には、ソニック・ユースやマイ・ブラッディ・ヴァレンタインに近い音楽性のバンドを組んでいたが、そのバンドに馴染めず脱退した。
その後1990年代前半に、ウィーンのテクノシーンに参加し、ギターやシンセサイザーによるサウンドを中心とした音楽を作り始めた。1990年代には、日本のアーティスト坂本龍一や、イギリスのエレクトロ・アコースティック・インプロビゼーションのアーティスト、キース・ロウなどと共演した。またピーター・レーバーグとジム・オルークとのトリオ、フェノバーグ（Fenn O'Berg）を結成するほか、デヴィッド・シルヴィアンとの共作も行なっている。また編曲やリミックス作品も多く、ウルヴェルのアルバム「1993-2003: First Decade in the Machines」や「Shadows of the Sun」のリミックスなどを手がけている。

## ディスコグラフィー

### スタジオアルバム
- 『Hotel Paral.lel』 (1997年、Mego) - 2007年再発。
- 『Plus Forty Seven Degrees 56' 37" Minus Sixteen Degrees 51' 08"』 (1999年、Touch Music)
- 『Endless Summer』 (2001年、Mego) - 2006年再発。
- 『Venice』 (2004年、Touch Music)
- 『Black Sea』(2008年、Touch Music)
- 『Becs』(2014年、Editions Mego)

### コラボレーションアルバム
- 『Cloud』（2005年、キース・ロウ、中村としまる、オーレン・アンバーチとの共作）
- 『Cendre』（2007年、坂本龍一との共作）
- 『In the Fishtank 15』（2009年、スパークルホース）
- 『flumina』（2011年、坂本龍一との共作）

### コンピレーションアルバム
- 『Field Recordings: 1995-2002』(2002年、Touch Music)

### ライヴアルバム
- 『Live at Revolver, Melbourne』live EP (2000年、Touch Music)
- 『Live at the LU』(2004年、Erstwhile、キース・ロウとの共作)
- 『Sala Santa Cecilia』live EP (2005年、Touch Music、坂本龍一との共作)
- 『Live in Japan』 (CD版：2003年、Headz/Touch、LP版：2005年、Autofact/Touch)
- 『Live @ The V. Sessions』(2009年、ストリーミングビデオレコーディング、The V. Sessions)

### スタジオEP
- 『Instrument』 12" ビニル (1995年、Mego Records)
- 『Il Libro Mio』EP (1998年、Tanz Hotel)
- 『Plays』 7" (1998年、Mego Records)
- 『Plays』 CDEP (1999年、Moikai)
- 『Plays』 10" ビニル (2006年、Editions Mego)

### シングル、トラックス
- 『Wrapped Islands』 (2002年、Erstwhile Records、ポルヴェクセルとの共作)
- 『Erstlive 004』 (2005年、Erstwhile、ピーター・レーバーグ、サチコM、大友良英との共作)
- 『On a desolate shore a shadow passes by』(2007年、Touch Music) - ダウンロード限定。
- 『Transition』 (2008年、Touch Music)
- 『Saffron Revolution』 (2008年、Touch Music) - ダウンロード限定。

### リミックス
- ウルヴェル「Tomorrow Never Knows」「The Future Sound Of Music」(2003年、『1993-2003: A Decade In The Machines』収録)
- アイシス「Weight」(2005年、『Oceanic Remixes Vol. 4』収録)
- ナイン・インチ・ネイルズ「In This Twilight」(2007年、『Year Zero Remixed』収録)

### サウンドトラック
- 『Beyond the Ocean(1999年)
- 『Gelbe Kirschen』(2000年)
- 『Blue Moon』 (2002年)
- 『Platform#09 Chicago loo』(2005年)
- 『Film ist. a girl & gu』(2009年)

## References
1. ↑  http://www.semtexinc.com/interviews/interview.php?ID=32